# 法福寺 (黒部市)
法福寺（ほうふくじ）は、富山県黒部市宇奈月町明日836にある真言宗高野山派の寺院である。

## 概要
神亀2年（725年）に行基菩薩によって開かれたと伝えられており、観音堂の開闢は大同元年（806年）と言われ、かつては十六坊もあって栄えた。戦国時代に上杉謙信の兵火で全焼したのち、天正年間に前田家の祈願所になり、文禄（1593年）に前田利常から寺領の寄進があったことに伴い、寺院も再建された。江戸時代は大きな鳥居から始まる参道の途中に仁王門があった。現在は本堂や庫裡、仁王門が現存しており、仁王門にまつわる伝説も残っている。
北陸霊場三十三番札所で結願の寺でもある。同寺には明日の稚児舞や明日の大桜（エドヒガン、1965年1月1日に富山県指定天然記念物に指定）、黒部市指定文化財の古文書や仏画（旧宇奈月町時代の昭和49年（1973年）6月12日指定）がある。古文書には前田利家の朱印状や加賀藩三代藩主前田利常の書状などがある。利常が江戸に行く途中、観音堂の再興に助力し、伽藍が完成した。その時の奉賀帳は貴重な郷土研究の資料になっている。仏間では室町時代の『絹本黒彩天満天神坐像』や、江戸時代の『神本彩色普賢延命菩薩像』がある。
納骨堂の運営も行っている。